# Stilbenoidi

Il resveratrolo è uno stilbenoide

Gli stilbenoidi sono prodotti secondari che si formano nel durame degli alberi e che possono fungere da fitoalessine. Dal punto di vista chimico sono derivati idrossilati dello stilbene. In termini biochimici, appartengono alla famiglia dei fenilpropanoidi e condividono molte delle vie metaboliche con i calconi.
Un esempio di stilbenoide è il resveratrolo.